# Saint-Georges-Antignac
Saint-Georges-Antignac és un municipi francès situat al departament del Charente Marítim i a la regió de la Nova Aquitània. L'any 2007 tenia 410 habitants.

## Demografia
El 2007 la població era de 410 persones. Hi havia 172 famílies de les quals 36 eren unipersonals. La població ha evolucionat segons el següent gràfic: Hi havia 219 habitatges: 175 habitatges principals, 23 segones residències i 21 desocupats. Tots els 218 habitatges eren cases.

## Economia
El 2007 la població en edat de treballar era de 240 persones, 195 eren actives i 45 eren inactives.
Hi havia el 2007, 1 una empresa alimentària, quatre de fabricació d'altres productes industrials, set de construcció, tres de comerç i reparació d'automòbils, una d'empresa de transport….
L'any 2000 hi havia 24 explotacions agrícoles que conreaven un total de 546 hectàrees.
El 2009 hi havia una escola elemental integrada dins d'un grup escolar.